# پشمیسواف تیتون
پشمیسواف تیتون (زاده ۴ ژانویهٔ ۱۹۸۷) بازیکن فوتبال اهل کشور لهستان است که به عنوان دروازه‌بان بازی می‌کند.
از تیم‌هایی که در آن بازی کرده است می‌توان به باشگاه فوتبال اشتوتگارت اشاره کرد.

## تیم ملی
وی سابقه ۵ بازی و ۰ گل ملی برای تیم ملی فوتبال لهستان در کارنامه دارد، همچنین پست تخصصی او، دروازه‌بان است.